# Schulsternwarte „Johannes Franz“

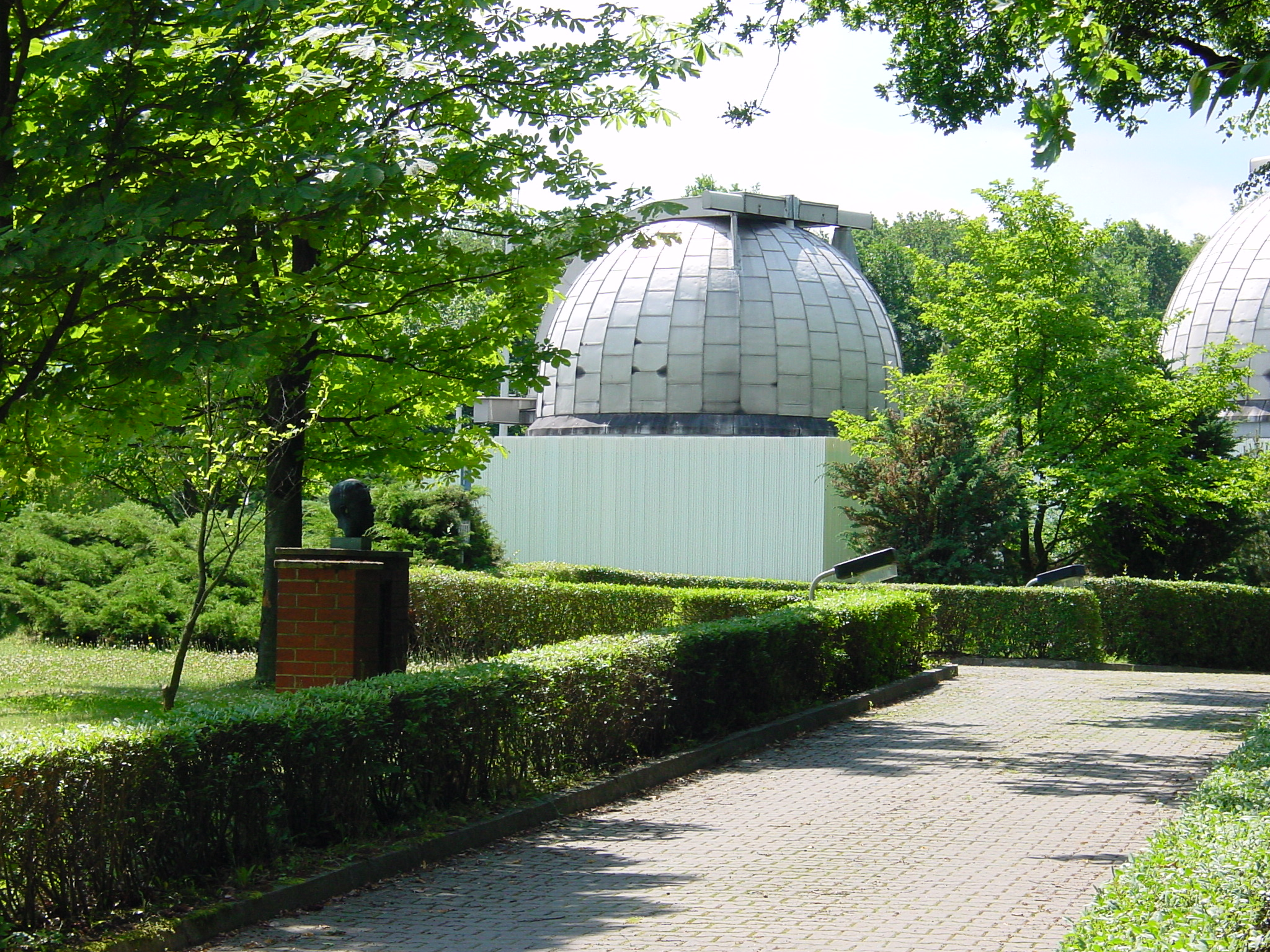
Schulsternwarte im Naturpark Bautzen

Die Schulsternwarte „Johannes Franz“ in Bautzen ist eine der größten und ältesten Schulsternwarten Deutschlands. In vielen Quellen wird sie als die älteste deutsche Schulsternwarte beschrieben; für eine solche hatte sie zwischenzeitlich eine relativ hohe wissenschaftliche Bedeutung.

## Geschichtlicher Überblick
- 1872 – Am 20. Dezember wird die Schulsternwarte im Garten des Städtischen Gymnasiums (heute Philipp-Melanchthon-Gymnasium) errichtet.
- 1905 – Die Schulsternwarte zieht in die neue Oberrealschule (heute Schiller-Gymnasium Bautzen) um.
- 1956 – Auf Beschluss der Stadtverwaltung zieht die Sternwarte in die Sorbische Erweiterte Oberschule (heute Sorbisches Gymnasium Bautzen) um.
- 1982 – Im Naturpark Bautzen wird ein neuer, gut ausgestatteter Gebäudekomplex eröffnet.
- 1993 – Die Sternwarte wird Außenstelle des Philipp-Melanchthon-Gymnasiums (ehemaliges Städtisches Gymnasium).

## Aufgabenbereiche und Bedeutung
In den ersten Jahrzehnten ihres Bestehens diente die Sternwarte überwiegend dem Schulbetrieb und der Lehrerausbildung.
Johannes Franz (1892–1956) leitete nach 1922 verschiedene Schülerarbeitsgruppen. Diese leisteten hochwertige wissenschaftliche Zuarbeit bei verschiedenen Forschungsvorhaben, z. B. bei der Sonnenüberwachung der Eidgenössischen Sternwarte in Zürich und Lichtwechselerkundungen der Sternwarte Sonneberg.
1934 wurde die Schulsternwarte Wetterstation 2. Ordnung und arbeitete bis 1996 unter der Nummer 408 für den amtlichen Wetterdienst.
Auf Bitten der Akademie der Wissenschaften der UdSSR beteiligte sich die Sternwarte Bautzen von 1958 bis 1982 am internationalen Satellitenbeobachtungsprogramm als wichtige Station für die optische Bahnkontrolle künstlicher Raumflugkörper – eine ähnliche Aufgabe wie beim Moonwatch-Programm der USA. Gemeinsam mit der Schulsternwarte und Satellitenbeobachtungsstation Baja in Ungarn entwickelte und erprobte man ein simultanes Beobachtungsprogramm, mit dessen Resultaten erstmals der Nachweis von Lichtdichteschwankungen (?) in den obersten Atmosphärenschichten gelang. Dadurch erlangte die Schulsternwarte in Bautzen internationale Bekanntheit und Bedeutung.
Nachdem 1959 das Schulfach Astronomie in den Schulen eingeführt wurde, war die Sternwarte wesentlich an der Entwicklung von Lehrmaterialien für den Unterricht beteiligt. Große Bedeutung hatte auch die Aus- und Weiterbildung von Astronomielehrern. 1964 bis 1972 fanden regelmäßig die Tage der Schulastronomie in Bautzen statt. Nach der politischen Wende 1990 wurde der Aufgabenbereich der Sternwarte eingeschränkt.
Die Schulsternwarte Bautzen ist Gründungsort der einzigen astronomie-didaktischen Zeitschrift im deutschen Sprachraum. Sie wurde ab 1964 vom Schulbuchverlag Volk und Wissen in Berlin mit dem Titel „Astronomie in der Schule“ herausgegeben und erscheint heute beim Zeitschriftenverlag in Velber („Astronomie und Raumfahrt im Unterricht“). In den Jahren 1964 bis 1981 war die Schulsternwarte Bautzen Sitz der Redaktion.
Seit Anfang der 90er Jahre hat im Bürogebäude der Sternwarte auch der Regionalverein Oberlausitz der Grünen Liga seinen Sitz.